# Ruschia cedarbergensis
Ruschia cedarbergensis är en isörtsväxtart som beskrevs av L. Bol. Ruschia cedarbergensis ingår i släktet Ruschia och familjen isörtsväxter. Inga underarter finns listade i Catalogue of Life.